# Хинебра
Хинебра (исп. Ginebra) — город и муниципалитет на западе Колумбии, на территории департамента Валье-дель-Каука. Входит в состав Центрального субрегиона.

## История
Поселение, из которого позднее вырос город, было основано 9 февраля 1909 года. Муниципалитет Хинебра был выделен в отдельную административную единицу в 1949 году.

## Географическое положение

Муниципалитет Хинебра

Город расположен на юге центральной части департамента, в предгорьях Центральной Кордильеры, к востоку от реки Каука, на расстоянии приблизительно 35 километров к северо-востоку от города Кали, административного центра департамента. Абсолютная высота — 1036 метров над уровнем моря.
Муниципалитет Хинебра граничит на севере с территорией муниципалитета Буга, на западе — с муниципалитетом Гуакари, на юге — с муниципалитетом Эль-Серрито. Площадь муниципалитета составляет 313 км².

## Население
По данным Национального административного департамента статистики Колумбии, совокупная численность населения города и муниципалитета в 2015 году составляла 21 055 человек.
Динамика численности населения муниципалитета по годам:
| 2005   | 2006   | 2007   | 2008   | 2009   | 2010   | 2011   | 2012   | 2013   | 2014   | 2015   |
| ------ | ------ | ------ | ------ | ------ | ------ | ------ | ------ | ------ | ------ | ------ |
| 19 268 | 19 415 | 19 583 | 19 750 | 19 916 | 20 101 | 20 285 | 20 473 | 20 661 | 20 852 | 21 055 |

Согласно данным переписи 2005 года мужчины составляли 50,1 % от населения Хинебры, женщины — соответственно 49,9 %. В расовом отношении белые и метисы составляли 94,7 % от населения города; негры, мулаты и райсальцы — 4,5 %; индейцы — 0,8 %.
Уровень грамотности среди всего населения составлял 91,7 %.

## Экономика
58,2 % от общего числа городских и муниципальных предприятий составляют предприятия торговой сферы, 34 % — предприятия сферы обслуживания, 7 % — промышленные предприятия, 0,8 % — предприятия иных отраслей экономики.